# 토흐스노바스

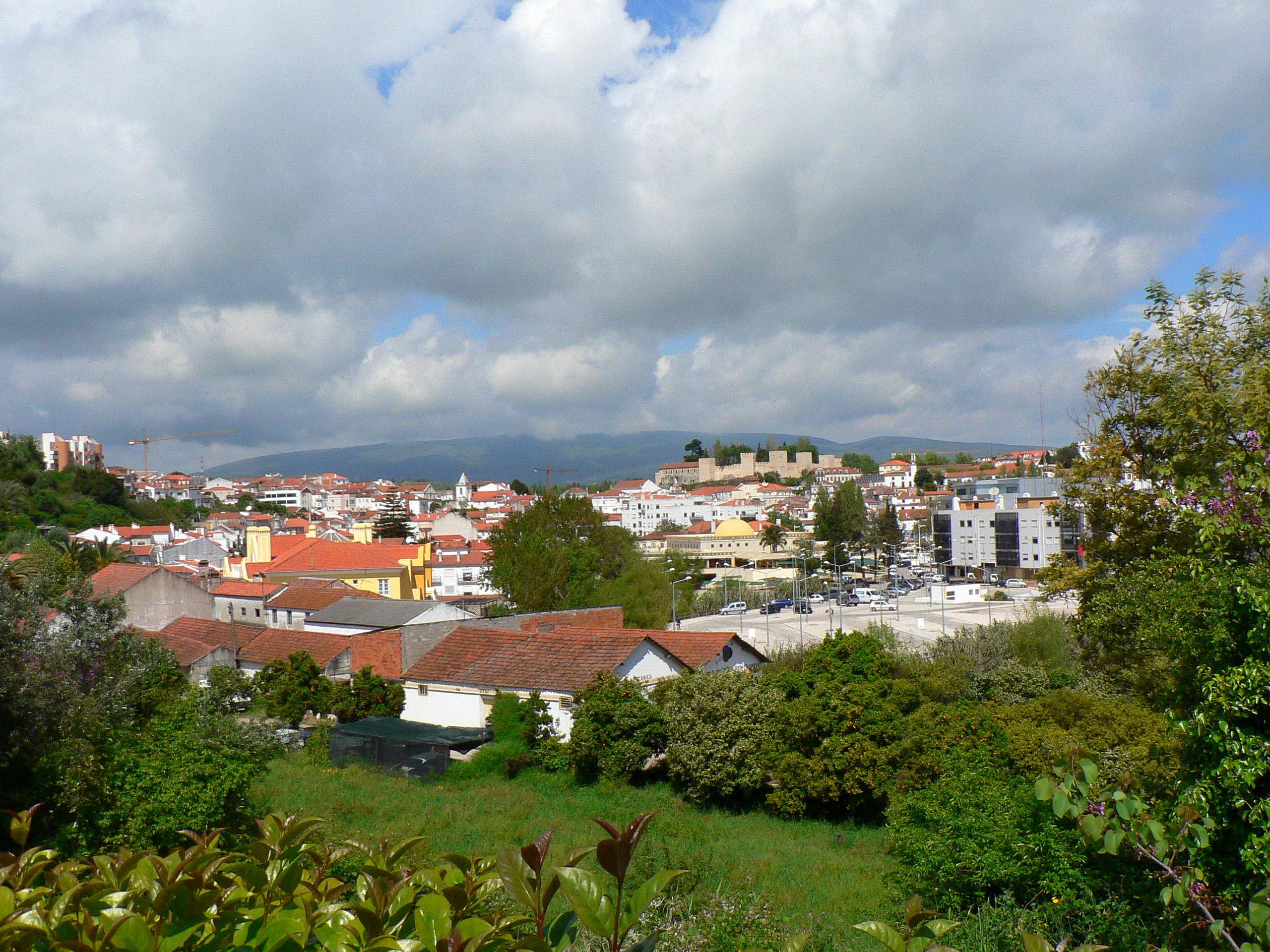
토흐스노바스

토흐스노바스의 위치

토흐스노바스(포르투갈어: Torres Novas)는 포르투갈 산타렝 현에 위치한 도시로 면적은 270.00km2, 인구는 36,717명(2011년 기준), 인구 밀도는 140명/km2이다.

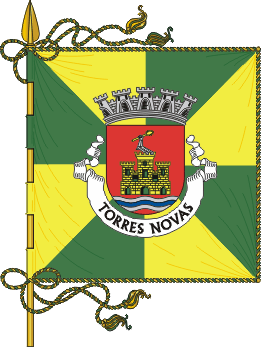
시기
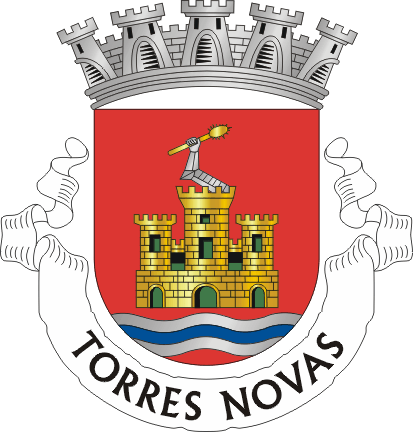
시 문장